# 近鉄堂島ビル
近鉄堂島ビル（きんてつどうじまビル）は、大阪市北区堂島2丁目にある超高層ビルである。1984年の第4回まちなみ賞で大阪府建築士会長賞を受賞した。ドージマ地下センターと地下で連絡している。

## テナント
- ルフトハンザドイツ航空大阪支店(17F)
- マンパワーグループ

- アストモスエネルギー関西支社
- 日本海テレビジョン放送大阪支社(7F)
- メディアエムジー大阪支店(13F)
- 宮城テレビ放送大阪支社(14F)
- 日本テレビ放送網関西支社(14F)

### 過去
- 三菱電機関西支社 現在はグランフロント大阪に移転
- 南海放送大阪支社(15F)
- 広島ホームテレビ大阪支社(17F)現在は中之島フェスティバルタワーに移転

## 交通機関
- Osaka Metro四つ橋線 西梅田駅 約200m、徒歩3分
- JR東西線 北新地駅 約300m、徒歩4分
- 京阪中之島線 渡辺橋駅 約400m、徒歩5分
- 阪神電鉄本線 大阪梅田駅 約500m、徒歩6分
- JR 大阪駅 約600m、徒歩8分